# Янетович, Марко
Марко Янетович (хорв. Marko Janjetović; 22 августа 1984 года, Загреб) — хорватский футболист, полузащитник.

## Клубная карьера
Воспитанник клуба «Хрватски Драговоляц». В его составе он дебютировал в элитной Первой хорватской лиге. С 2002 по 2007 год полузащитник принадлежал загребскому «Динамо», однако за его основной состав он так и не сыграл. Вместе с Лукой Модричем Янетович на правах аренды выступал за боснийский «Зриньски» и «Интер» (Запрешич).
В августе 2008 года хорват вместе с сербом Александаром Байичем перебрались в Россию, где они заключили контракты с клубом Первого дивизиона СКА (Ростов-на-Дону). До конца сезонов Янетович провел за «армейцев» 11 матчей, после чего вернулся на родину. В 2009 году находился на просмотре в команде Премьер-Лиги «Амкар». Завершил свою карьеру полузащитник в Хорватии.

## Карьера в сборной
Марко Янетович выступал за различные юношеские и молодежную сборную Хорватии.